# Niles Fitch
Niles Fitch, född 12 juli 2001 i Atlanta i Georgia, är en amerikansk skådespelare. Han har bland annat spelat rollen som Randall Pearson (16–21 år) i NBC-serien This Is Us och Quinton Hasland i dramafilmen The Fallout. Han bor för närvarande i Los Angeles, där han studerar på USC School of Cinematic Arts.
Fitch föddes som son till Frederick och Nakata Fitch. Fadern Frederick skulle senare drabbas av den kroniska sjukdomen lupus, och dog sedan av denna sjukdom när Fitch var tolv år gammal. Han var kusin med afroamerikanen Rayshard Brooks, som sköts till döds av en polis i Atlanta sommaren 2020.

## Filmografi (i urval)

### Filmer
- 2014 – St. Vincent
- 2017 – Roman J. Israel, Esq.
- 2020 – Secret Society of Second-Born Royals
- 2021 – The Fallout
- 2023 – We Have a Ghost

### TV-serier
- 2013 – Army Wives (TV-serie)
- 2015 – Law & Order: Special Victims Unit (TV-serie)
- 2016 – Unbreakable Kimmy Schmidt (TV-serie)
- 2016 – Bästa vänner när som helst (TV-serie)
- 2016 – Mistresses (TV-serie)
- 2016–2022 – This Is Us (TV-serie)
- 2019 – Drunk History (TV-serie)
- 2019 – Atypical (TV-serie)
- 2021 – Mixed-ish (TV-serie)
- 2025 – Forever (TV-serie)